# Bobby Cattage
Robert Lewis "Bobby" Cattage (nacido el 17 de agosto de 1958 en Huntsville, Alabama)  es un exjugador de baloncesto estadounidense que disputó dos temporadas en la NBA, además de jugar en la CBA y en la liga italiana. Con 2,06 metros de estatura, jugaba en la posición de ala-pívot.

## Trayectoria deportiva

### Universidad
Jugó durante cuatro temporadas con los Tigers de la Universidad de Auburn, en las que promedió 9,4 puntos y 6,2 rebotes por partido. Su temporada más productiva fue la sophomore en la cual promedió 15,9 puntos y 9,3 rebotes por partido, acabando en la cuarta posición en este último aspecto en la Southeastern Conference. Tras una operación al final de esa temporada, una infección le obligó a permanecer en cuidados intensivos durante 59 días, perdiendo más de 30 kilos de peso.

### Profesional
Fue elegido en el puesto 165 del Draft de la NBA de 1981 por Utah Jazz, donde jugó una temporada en la que promedió 3,1 puntos y 1,5 rebotes por partido. Tras ser despedido, jugó tres temporadas en la CBA, hasta que con 27 años fue fichado por los New Jersey Nets. En su nuevo equipo disputó 26 partidos, en los que promedió 3,2 puntos y 1,2 rebotes.
En 1988 se marchó a jugar al Jollycolombani Forlì de la liga italiana, pero únicamente disputaría 5 partidos, en los que promedió 12,8 puntos y 9,2 rebotes.

## Estadísticas de su carrera en la NBA

### Temporada regular
| Temporada | Edad | Equipo          | Liga | P  | TIT | MIN | TC  | TCA | %TC  | 3P  | 3PA | %3P  | TL  | TLA | %TL  | R.OF. | R.DEF. | REB | ASIS | ROB | TAP | PER | FP  | PTS |
| 1981-82   | 23   | Utah Jazz       | NBA  | 49 | 0   | 6.9 | 1.2 | 2.8 | .444 | 0.0 | 0.0 | .000 | 0.6 | 0.8 | .732 | 0.4   | 1.0    | 1.5 | 0.1  | 0.1 | 0.0 | 0.4 | 1.2 | 3.1 |
| 1985-86   | 27   | New Jersey Nets | NBA  | 29 | 1   | 6.4 | 1.0 | 2.9 | .337 | 0.0 | 0.2 | .200 | 1.2 | 1.5 | .795 | 0.5   | 0.7    | 1.2 | 0.1  | 0.2 | 0.0 | 0.4 | 0.8 | 3.2 |
| Total     |      |                 | NBA  | 78 | 1   | 6.7 | 1.1 | 2.8 | .404 | 0.0 | 0.1 | .143 | 0.8 | 1.1 | .765 | 0.5   | 0.9    | 1.4 | 0.1  | 0.2 | 0.0 | 0.4 | 1.0 | 3.1 |